# Cingulina evermanni
Cingulina evermanni är en snäckart som beskrevs av Baker, Hanna och Strong 1928. Cingulina evermanni ingår i släktet Cingulina och familjen Pyramidellidae. Inga underarter finns listade i Catalogue of Life.